# Sayán Sanchat
Sayán Kan-Oolovich Sanchat –en ruso, Саян Кан-Oолович Санчат– (Krasnoyarsk, URSS, 27 de marzo de 1974) es un deportista ruso que compitió en boxeo.
Ganó una medalla de bronce en el Campeonato Mundial de Boxeo Aficionado de 1997 y una medalla de bronce en el Campeonato Europeo de Boxeo Aficionado de 1998, en el peso pluma.
En octubre de 2000 disputó su primera pelea como profesional. En su carrera profesional tuvo en total 22 combates, con un registro de 18 victorias y 4 derrotas.

## Palmarés internacional
| Campeonato Mundial | Campeonato Mundial  | Campeonato Mundial | Campeonato Mundial |
| Año                | Lugar               | Medalla            | Categoría          |
| ------------------ | ------------------- | ------------------ | ------------------ |
| 1997               | Budapest (Hungría)  | Medalla de bronce  | 57 kg              |
| Campeonato Europeo |                     |                    |                    |
| Año                | Lugar               | Medalla            | Categoría          |
| 1998               | Minsk (Bielorrusia) | Medalla de bronce  | 57 kg              |